# Android One S2
S2（エスツー）は、Google提唱規格で京セラが共同開発したAndroidスマートフォンである。製造型番はS2-KC。

## 概要
Googleが提供するAndroid Oneブランドの端末のひとつとして、2017年3月10日にワイモバイルから発売された。
ベースモデルは発表されていないが、のちに発売されたDIGNO G (602KC) とハードウェアスペックが同一でケース・カバー等も互換性がある。
発売から24か月間に最低1回以上のOSアップデートと、発売から3年間のセキュリティのアップデートを毎月提供することを保証している。
キャッチコピーは「すべてが安心。防水・防塵・耐衝撃 Android One」。

## ソフトウェアアップデート
2019年4月以降、セキュリティのアップデートの場合は配信開始が公表されないため、ここに記載のものがすべてではない。 
- 2017年3月24日 - ビルド番号：2.030VE
  - Android 7.1.1へのアップデート
  - セキュリティの向上
  - 2017年3月24日、ソフトウェア更新中に特定の画面から進まなくなる事象が確認されたため配信を停止[6]
- 2017年4月11日 - ビルド番号：2.040VE[7]
  - ソフトウェア更新中に特定の画面から進まなくなる不具合修正
  - Android 7.1.1へのアップデート
  - セキュリティの向上
- 2017年4月25日 - ビルド番号：2.050VE[8]
  - セキュリティの向上
  - カメラにHDR機能を追加
- 2017年5月23日 - ビルド番号：2.060VE[9]
  - セキュリティの向上
- 2017年6月27日 -ビルド番号：2.070VE[10]
  - 起動時、稀に黒画面となる事象の改善
  - セキュリティの向上
- 2017年7月27日 - ビルド番号：2.080VE[11]
  - Android 7.1.2へのアップデート
  - セキュリティの向上
- 2017年8月29日 - ビルド番号：2.100VE[12]
  - 緊急速報メールに対応
  - 発信履歴が正常に表示されないことがある事象の改善
  - マップ表示時、向きが正常に表示されないことがある事象の改善
  - セキュリティの向上
- 2017年9月26日 - ビルド番号：2.110VE[13]
  - セキュリティの向上
- 2017年10月19日 - ビルド番号：2.120VE[14]
  - セキュリティの向上
- 2017年11月15日 - ビルド番号：2.130VE[15]
  - セキュリティの向上
- 2017年12月19日 - ビルド番号：3.120VE[16]
  - Android 8.0.0へのアップデート
  - セキュリティの向上
- 2018年1月30日 - ビルド番号：3.140VE[17]
  - 赤外線による連絡先データ受信時、まれに一部項目が登録されない場合がある事象の改善
  - セキュリティの向上
- 2018年2月28日 - ビルド番号：3.150VE[18]
  - 赤外線で受信した連絡先がまれに消えてしまう事象の改善
  - セキュリティの向上
- 2018年3月29日 - ビルド番号：3.170VE[19]
  - セキュリティの向上
- 2018年5月8日 - ビルド番号：4.007VE[20]
  - Android 8.1へのアップデート
  - セキュリティの向上
- 2018年5月31日 - ビルド番号：4.050VE[21]
  - セキュリティの向上
- 2018年7月3日 - ビルド番号：4.060VE[22]
  - セキュリティの向上
- 2018年7月31日 - ビルド番号：4.070VE[23]
  - セキュリティの向上
- 2018年8月30日 - ビルド番号：4.080VE[24]
  - セキュリティの向上
- 2018年10月4日 - ビルド番号：4.090VE[25]
  - セキュリティの向上
- 2018年10月25日 - ビルド番号：4.100VE[26]
  - セキュリティの向上
- 2018年11月15日 - ビルド番号：4.110VE[27]
  - セキュリティの向上
- 2018年12月20日 - ビルド番号：5.120VE[28]
  - Android 9へのOSバージョンアップ
- 2019年1月30日 - ビルド番号：5.130VE[29]
  - ごくまれにカメラが起動できなくなる事象の改善
  - セキュリティの向上
- 2019年2月21日 - ビルド番号：5.140VE[30]
  - セキュリティの向上
- 2019年3月19日 - ビルド番号：5.150VE[31]
  - セキュリティの向上
- 2019年4月18日 - ビルド番号：5.160VE[32]
  - ビデオ撮影時に録画開始が遅くなる場合がある事象の改善
  - セキュリティの向上
- 2019年5月30日 - ビルド番号：5.170VE
  - セキュリティの向上
- 2019年6月20日 - ビルド番号：5.180VE[33]
  - 一部アプリケーションが利用できない場合がある事象の改善
  - セキュリティの向上
- 2019年7月18日 - ビルド番号：5.190VE
  - セキュリティの向上
- 2019年8月1日 - ビルド番号：5.200VE[34]
  - 再起動を繰り返す場合がある事象の改善
- 2019年8月28日 - ビルド番号：5.210VE
  - セキュリティの向上
- 2019年9月19日 - ビルド番号：5.220VE
  - セキュリティの向上
- 2019年10月24日 - ビルド番号：5.230VE[35]
  - 電池もちが悪くなる場合がある事象の改善
  - セキュリティの向上
- 2019年11月20日 - ビルド番号：5.240VE
  - セキュリティの向上
- 2019年12月19日 - ビルド番号：5.250VE
  - セキュリティの向上
- 2020年1月28日 - ビルド番号：5.260VE
  - セキュリティの向上
- 2020年2月27日 - ビルド番号：5.270VE
  - セキュリティの向上
- 2020年3月23日 - ビルド番号：5.280VE
  - セキュリティの向上
- 2021年4月1日 - ビルド番号：5.290VE[36]
  - 長期間再起動せずに利用した場合、まれに緊急通報（110番、118番、119番）に接続できない事象の改善